# Seznam bolgarskih pevcev resne glasbe
Seznam bolgarskih pevcev resne glasbe.

## A
- Blagoj Apostolov (*1940)

## B
- Hristo Brambarov

## D
- Dimitar Damjanov (1940 - 1996)
- Stojan Daskalov
- Filip Dimitrov (*1943)
- Gena Dimitrova (1941 - 2005)
- Cvjetanka Dukova (*1939)

## E
- Stefan Elenkov
- Štefka (Stefka) Evstatieva (*1947)

## G
- Nikolaj Gjaurov (1929 - 2004)

## H
- Boris Hristov (1914 - 1993)

## I
- Petja Ivanova (*1974)

## K
- Raina Kabaivanska (*1934)
- Veselina Kasarova
- Stojan Kolarov

## N
- Evgenij Nemirov
- Zlatomira Nikolova (*1949)

## P
- Dimităr Petkov (*1938)
- Irena Petkova
- Katja  Popova

## T
- Ana Tomova Sintov (*1941)
- Ana Todorova Zlatkova (1892-?)

## W
- Ljuba Welitsch

## Z
- Georgi Zlatev - Čerkin

## Ž
- Ženi Živkova (*1940)